# فاوستو ري
فاوستو ري هو مغني دومينيكاني، ولد في 1 ديسمبر 1951 في Higüey ‏ في جمهورية الدومينيكان.

## وصلات خارجية
- فاوستو ري على موقع ميوزك برينز (الإنجليزية)